# Stemonoporus gracilis
Espèce
Statut de conservation UICN

 CR A1c, D : 
En danger critique
Stemonoporus gracilis est une espèce de plantes du genre Stemonoporus de la famille des Dipterocarpaceae.